# Zlata Adamovská
Zlata Adamovská (* 9. března 1959 Praha) je česká herečka.

## Život
K herectví se občas dostala již při studiích na Pražské konzervatoři, kterou absolvovala v roce 1980. Do pevného divadelního angažmá se dostala v MDP a mezi její první role patřilo ztvárnění Jitky ve filmu Běž, ať ti neuteče.
V televizních rolích ji bylo možné často spatřit na přelomu 70. a 80. let, na počátku 90. let se proslavila rolí zpěvačky Evy Adamové v seriálu Hříchy pro pátera Knoxe. Do širšího povědomí televizních diváků se dostala také díky roli Běly Páleníkové v seriálu Ordinace v růžové zahradě.
V letech 1990–2010 byla členkou souboru Divadla na Vinohradech. Vystupovala také v Divadle Ungelt (např. Na útěku (2009–2018), Sklenice vody: (2012–2014), Vzpomínky zůstanou (2011–2018), V lese černém, hlubokém (2013–2015)). Od roku 2018 spolupracuje s divadlem Studio DVA (Misery, Vzpomínky zůstanou, Starci na chmelu, Tři grácie z umakartu).
Rovněž se věnuje dabingu, kde nejčastěji propůjčuje svůj hlas Meryl Streepové. V roce 2010 jí byla udělena Cena Františka Filipovského za nejlepší ženský herecký výkon v dabingu filmu Pochyby. Podruhé cenu získala v roce 2015 za výkon ve filmu Olive Kitteringeová, kde svůj hlas propůjčila herečce Frances McDormandové.
V roce 2023 získala na Zlín Film Festivalu ocenění Zlatý střevíček za mimořádný přínos kinematografii pro děti a mládež.

### Rodina
Jejím prvním manželem byl bývalý hudebník, manažer Vadim Petrov. Poté byla vdaná za spisovatele, moderátora, scenáristu a publicistu Radka Johna, se kterým má dvě děti: Barbaru a Petra. Od 28. června 2013 je jejím manželem herec a kolega Petr Štěpánek.

## Divadelní role, výběr
- 1978 Věra Eliášková: ...a ten měl tři dcery, Renátka, j. h., Vinohradské divadlo, režie Jaroslav Dudek
- 1997 Jiří Hubač: Hostina u Petronia, Clivie, Vinohradské divadlo, režie Petr Novotný
- 1997 M. J. Lermontov: Maškaráda, baronesa Štralová, Vinohradské divadlo, režie Vladimír Strnisko
- 1998 Jukjó Mišima: Markýza de Sade, Renéé, markýza de Sade, Vinohradské divadlo, režie Viktor Polesný
- 2000 G. G. Márquez: Sto roků samoty, Pilar Ternera, Vinohradské divadlo, režie Petr Novotný
- 2003 Jean-Claude Grumberg: Krejčovský salon, Gisela, Vinohradské divadlo, režie Petr Novotný
- 2007 Oscar Wilde: Ideální manžel, paní Cheveleyová, Vinohradské divadlo, režie Jana Kališová
- 2018 Stephen King, William Goldman: Misery, Annie, divadlo Studio DVA, režie Ondřej Sokol

## Filmografie

### Film
- 1976 Smrt mouchy – spolužačka
- 1976 Běž, ať ti neuteče – Jitka
- 1978 Mladý muž a bílá velryba – Naďa
- 1978 Princ a Večernice – Elenka
- 1979 Koncert na konci léta – Otylka Dvořáková
- 1979 Lásky mezi kapkami deště – Věra
- 1979 Causa králík – sekretářka Zuzana
- 1979 Muzika pro dva – Písnička-Lesana
- 1979 Tchán
- 1979 Drsná planina – Martina, Bayerova dcera
- 1980 Něco je ve vzduchu – Alice / Blanka
- 1980 Svítalo celou noc – Bára
- 1981 Člny proti prúdu – Viera Donátová
- 1981 Hodina života – Andula
- 1982 Když rozvod, tak rozvod – Eva
- 1982 Má láska s Jakubem – Petra
- 1982 Plaché příběhy 2. povídka Vražedný útok – Marie
- 1983 Katapult – dívčí tvář
- 1983 Putování Jana Amose – Alžběta
- 1984 Noc smaragdového měsíce – maminka za mlada
- 1985 Iná láska – Marta Vlachová
- 1986 Lev s bílou hřívou – Kamila
- 1989 Uzavřený okruh – Marta
- 1990 Divoká srdce povídka Dlužný výstřel – Natálie
- 1994 Andělské oči – Nadja
- 1994 Učitel tance – sestra Áša
- 1995 Má je pomsta – Alžběta
- 2004 Milenci & Vrazi – Zita Gráfová
- 2008 Svatba na bitevním poli – Touchynová
- 2009 Peklo s princeznou – královna Viktorie
- 2014 Intimity
- 2015 Korunní princ
- 2019 Ženy v běhu
- 2020 O vánoční hvězdě
- 2021 Přes hranici
- 2022 Za vším hledej ženu

### Televize
- 1976 Petřička – Petřička Lorrainová
- 1981 Kamenný orchestr
- 1983 Karel Hynek Mácha
- 1985 Růžový Hubert – slečna Jana Harperová
- 1984 Maryša (TV opera) – Maryša
- 1986 Nevěsta – Lucie
- 1986 Tchyně – Lucie
- 1986 Zázračné dítě – Vlasta Šebestová
- 1986 Země úsměvů (TV opereta) – Líza
- 1988 Putování po Blažených ostrovech
- 1988 Slepá je noc
- 1988 Strom pohádek: O chytré Marině – Marina
- 1989 Sedm bílých plášťů – sestřička Milada
- 1989 Vstup do ráje zakázán
- 1990 Kdo dostane burák?
- 1990 Selhání brzd
- 1990 Zvonokosy – Judita Čuprová
- 1991 Hodina obrany – Ošmerová
- 1991 Král a zloděj – rádcova žena
- 1991 Láska zlatnice Leonetty
- 1991 Lhát se nemá, princezno – dvorní dáma Julie
- 1991 Pohádka o touze
- 1991 Růže z Bertramky
- 1991 Třináctery hodiny
- 1991 Uzavřený pavilón
- 1991 Víla z jeskyně zla – skalní víla Astérie
- 1991 Vdova po básníkovi
- 1993 Hadí pohledy
- 1995 Azrael, anděl smrti
- 1996 O kováři Básimovi
- 1997 O vílách Rojenicích – Kněžna
- 1997 Polední žár – Betsy Hardingová
- 1998 Genij vlasti – Mignonová
- 1998 Přehmat
- 1998 Tajemství mořské panny
- 1999 Paní Piperová zasahuje – Marshallová
- 2001 Ani svatí, ani andělé – Kristýna
- 2001 Den dobrých skutků – Zdenka
- 2001 Ideální manžel – Laura Cheveley
- 2001 Naše děti – matka Dáša
- 2002 Borůvkový vrch – Hanka
- 2002 Brouk v hlavě – Marcela Champsboisy
- 2002 Hodina tance a lásky – Gertruda Kleinburgrová
- 2002 Pohádka z ostrova Man
- 2002 Z rodinného alba
- 2005 Kočičí princezna – královna
- 2006 O Šípkové Růžence – víla Týna
- 2006 Poslední kouzlo – Ljubica
- 2006 Slečna Guru – Irena

### Seriály (výběr)
- 1980 Postel s nebesy – Líza
- 1984 Sanitka (11 dílů) – Eliška
- 1992 Hříchy pro pátera Knoxe (10 dílů) – Eva Adamová
- 1998 Hotel Herbich – Petra
- 2001 O ztracené lásce – Hroudová
- 2005 Ordinace v růžové zahradě – MUDr. Běla Páleníková-Valšíková (v seriálu hraje od roku 2006)
- 2013 Sanitka 2 (13 dílů) - Eliška
- 2011–2013 – Vyprávěj – Marie Scarlett Francová
- Od 2014 – Kriminálka Anděl (plukovnice Věra Beránková)[4][5]

### Dabing
- xxxx – seriál Salónní vraždy – Mitzi Kapture (Rita Lee Lance)
- 1975 – TV film Už ani slovo o fotbale – Taňjá Gorodničeva (Tomka)
- 1977 – TV film Vzestup – Viktorija Goľdentul (Basja)
- 1977 – TV film Cesta vesmírem – Olga Bitjukova (Varja Kutějščikovová)
- 1978 – TV film Jiná než ostatní – Katarzyna Pawlak (Ula)
- 198x – seriál Paní z Monsoreau – Karin Petersen (Diana de Méridor)
- 1980 – minisérie Dobrý den, pane Offenbachu – Anne-Marie Fleury (Jacqueline)
- 1980 – TV film Šel pes po klavíru – Alena Kiščikova (Táňa)
- 1981 – seriál Zlatá horečka – 1. série – Christine Cameron (Jean Curranová)
- 1981 – TV film Moskva slzám nevěří – Natalja Vavilova (Saša)
- 1982 – seriál Profesionálové – 1. série – Suzanne Danielle (krásná dívka)
- 1983 – TV film Nedokážu se rozloučit – Taťjana Parkinova (Marta)
- 1984 – TV film Žabka carevna – (Vasilisa)
- 1984 – TV film Zázračný prsten – (Nastěnka)
- 1984 – TV film Sup – Vera Papp (Katy)
- 1984 – TV film Promiň, že je to málo – Fiorenza Marchegiani (Isabella)
- 1984 – TV film Poslední jednohožec – (jednorožec, lady Amalthea)
- 1984 – TV film Četník a četnice – Catherine Serre (Christine Rocourtová)
- 1985 – minisérie Marco Polo – Kathryn Dowling (Monica)
- 1985 – TV film Znamení čtyř – Cherie Lunghi (Mary Morstanová)
- 1985 – TV film Zítra v Alabamě – Lena Stolze (Jessica)
- 1985 – TV film Tarzan – Andie MacDowell (Jane Porterová)
- 1985 – TV film Pes baskervilský – Glynis Barber (Beryl Stapletonová)
- 1985 – TV film Operace Banzaj – Valérie Mairesse (Isabela)
- 1985 – TV film Kocourek Petřík – (Zlatuška)
- 1985 – TV film Kobra - smrt manekýnky – Fudžiko Nara (Mariko)
- 1985 – TV film Ještě jednou – Vladica Milosavljević (Mira)
- 1986 – minisérie Co přináší řeka – Sigrid Thornton (Philadelphia "Delie" Gordonová)
- 1986–1987 – seriál Splitská historie – Vlasta Knezovic (Marjeta)
- 1986 – TV film Pochod ve stínu – Sophie Duez (Matylda)
- 1986 – TV film O caru Saltánovi – (labuť)
- 1986 – TV film Konečně neděle – Caroline Sihol (Marie-Christine Vercelová)
- 1986 – TV film Ještě jedna noc Šeherezády – Larisa Bělogurova (Malika)
- 1987 – TV film Únos aut – Anny Duperey (Claudia)
- 1987 – TV film Pohádka o včelách – (Mališka)
- 1987 – TV film Návštěva z planety Heda – (pionýrka)
- 1987 – TV film Jak básníkům chutná život – Eva Vejmělková (Píšťalka)
- 1987 – TV film Boris Godunov – Adrianna Biedrzyńska (Marina)
- 1988 – minisérie Vzdálené vrcholky hor – Felicity Dean (Belinda Harlowová)
- 1988 – seriál Robin Hood – Judi Trott (lady Marion)
- 1988 – seriál Proti větru – Mary Larkin (Mary Garrettová)
- 1988 – seriál Profesionálové – 5. série – Alice Krigeová (Diana Molnerová)
- 1988 – seriál Láska a svatba – 1. série – Sallyanne Law (Samantha)
- 1988 – TV film Krotitelé duchů – Sigourney Weaver (Dana Barrettová)
- 1989 – seriál Samovo štěstí – Susanne Lobez (Collette)
- 1989 – TV film Wall Street – Andrea Thompsonová (Lisa)
- 1989 – TV film Vlak do Hollywoodu – Katarzyna Figura (Merlin)
- 1989 – TV film Poslední císař – Joan Chen (Wan Žung)
- 1989 – TV film Osudový omyl – Olga Agejeva (Žirafa)
- 1989 – TV film Jen aby to byla holčička – Giuliana De Sio (Franca)
- 1989 – TV film Dva lidi v zoo – Marta Sládečková (Emilka)
- 1989 – TV film Bláznivá mise 2. – Suzanna Valentino (Julie)
- 199x – TV film Smrt jí sluší – Meryl Streepová (Madeleine)
- 199x – TV film Páni mají radši blondýnky – Jane Russellová (Dorothy Shawová)
- 199x – TV film Mravenec Z – Sharon Stoneová (princezna Balaová)
- 199x – TV film Madisonské mosty – Meryl Streepová (Francesca Johnsonová)
- 199x – TV film Krokodýl Dundee – Linda Kozlowski (Sue Charltonová)
- 199x – TV film Když se čas naplnil – Jacqueline Bisset (Kay Kirbyová)
- 199x – TV film Indiana Jones a poslední křížová výprava – Alison Doody (Dr. Elsa Schneiderová)
- 1990 – seriál Chobotnice – 4. série – Patricia Millardet (Silvia Contiová)
- 1990 – TV film Love story – Ali MacGraw (Jennifer Cavalleriová)
- 1990 – TV film Hráči z Indiany – Barbara Hershey (Myra Fleenerová))
- 1991 – TV film Obecná škola – Karla Chadimová (poštovní úřednice)
- 1991 – TV film Causa Wardových – Mary Elizabeth Mastrantonio (Maggie Wardová)
- 1991 – TV film Hudson Hawk – Andie MacDowell (Anna Baragliová)
- 1991 – TV film Americká noc – Jacqueline Bisset (Julie)
- 1992 – seriál Chobotnice – 5. série – Patricia Millardet (Silvia Contiová)
- 1992 – TV film Van der Valk a dívka – Cyd Hayman (Lucienne Englebertová)
- 1992 – TV film Smrt v červeném jaguáru – Danielle Surian (Ria Payneová)
- 1992 – TV film Bohové musí být šílení 2 – Lena Farugia (Dr. Ann Taylorová)
- 1993 – TV film Ďáblovo pokušení – Carol Alt (Veronica Flameová)
- 1994–1995 – seriál Vražedné pobřeží – 1.–3. série – Carolyn Dunn (Sylvie Girardová)
- 1994 – TV film Sázka na smrt – Patricia Clarkson (Samantha Walkerová)
- 1994 – TV film Detektiv – Lee Remicková (Karen Wagner Lelandová)
- 1994 – TV film Čest rodiny Prizziů – Kathleen Turner (Irene Walkerová)
- 1995 – TV film Francouzova milenka – Meryl Streepová (Sarah / Anna)
- 1995 – TV film Byt – Edie Adams (slečna Olsenová)
- 1996 – seriál MacGyver – 4. série – ???, Colleen Winton (žena na tanečním parketu, Natalia Velskaja)
- 1996 – seriál Chobotnice – 7. série – Patricia Millardet (Silvia Contiová)
- 1996 – TV film Den nezávislosti – Margaret Colin (Constance Spanová)
- 1997 – seriál Walker, Texas Ranger – 1.–2. série – Sheree J. Wilson (Alex Cahillová)
- 1997 – seriál Tenká modrá linie – 1. série – Serena Evans (seržant Patricia Dawkinsová)
- 1997 – TV film Smrt jí sluší – Meryl Streepová (Madeleine)
- 1997 – TV film Nevěsta pro Zandyho – Liv Ullmannová (Hannah)
- 1998 – seriál Walker, Texas Ranger – 3. série – Sheree J. Wilson (Alex Cahillová)
- 1998 – seriál Tenká modrá linie – Serena Evans (seržant Patricia Dawkinsová)
- 1998 – seriál Správná Susan – 1.–2. série – Brooke Shieldsová (Susan Keaneová)
- 1998 – TV film Ledová bouře – Sigourney Weaver (Janey Carverová)
- 1999 – seriál Správná Susan – 3. série – Brooke Shieldsová (Susan Keaneová)
- 1999 – TV film Klid noci – Meryl Streepová (Brooke Reynoldsová)
- 1999 – TV film Jediná správná věc – Meryl Streepová (Kate Guldenová)
- 200x – seriál 4400 – 3. série – Samantha Ferris (Nina Jarvisová)
- 200x – TV film Zamilovat se – Meryl Streepová (Molly Gilmoreová)
- 200x – TV film Všechny minulé zimy – Karen Allen (Hannah Ravenová)
- 200x – TV film Vdovy – Mercedes Ruehl (Dolly Rawlinsová)
- 200x – TV film Poslední nejlepší rok mého života – Bernadette Peters (Jane Murrayová)
- 200x – TV film Patříš jen mně – Lesley-Anne Downová (Dr. Susan Chancellorová)
- 200x – TV film Krokodýl Dundee v Los Angeles – Linda Kozlowski (Sue Charletonová)
- 200x – TV film Detektiv Janek: Dvojí odhalení – Beverly D'Angelo (Caroline Wallaceová)
- 2000 – seriál Správná Susan – 4. série – Brooke Shieldsová (Susan Keaneová)
- 2000 – seriál Rodina Sopránů – 1. série – Lorraine Bracco (Dr. Jennifer Melfiová)
- 2001 – seriál Walker, Texas Ranger – 4.–9. série – Sheree J. Wilson (Alex Cahillová)
- 2001 – TV film Svedení Joea Tynana – Meryl Streepová (Karen Traynorová)
- 2001 – TV film Sophiina volba – Meryl Streepová (Sophie)
- 2001 – TV film Poslední ze slavných králů – Catherine O'Hara (Cathleen)
- 2001 – TV film Bytost – Barbara Hershey (Carla Moranová)
- 2002 – seriál Knots Landing – Michele Lee (Karen MacKenzieová)
- 2002 – seriál Andromeda – 1. série – Lisa Ryder (Beka Valentineová)
- 2002 – TV film Přejezd Kassandra – Sophia Lorenová (Jennifer Rispoli Chamberlain)
- 2002 – TV film Deník Bridget Jonesové – Sally Phillips (Shazza)
- 2002 – TV film Asterix a Obelix: Mise Kleopatra – Monica Bellucciová (Kleopatra)
- 2003 – seriál Chobotnice – Patricia Millardet (Silvia Contiová)
- 2003 – TV film Smrtonosná past 2 – Bonnie Bedelia (Holly McClaneová)
- 2003 – TV film Smrtonosná past – Bonnie Bedelia (Holly McClaneová)
- 2003 – TV film Sbohem buď, lásko má – Charlotte Rampling (Helen Grayleová)
- 2003 – TV film Obyčejní lidé – Mary Tyler Moore (Beth)
- 2003 – TV film Mezi námi děvčaty – Jamie Lee Curtis (Tess Colemanová)
- 2004 – minisérie Andělé v Americe – Meryl Streepová (Rabi / Hannah Pittová / Ethel Rosenbergová / Anděl Austrálie)
- 2004 – seriál Kriminálka Las Vegas – 1. série – Marg Helgenberger (Catherine Willowsová)
- 2004 – TV film Vesnice – Sigourney Weaver (Alice Huntová)
- 2004 – TV film Únos – Helen Mirrenová (Eileen Hayesová)
- 2004 – TV film Pod toskánským sluncem – Diane Lane (Frances)
- 2004 – TV film Kmotr – Diane Keatonová (Kay Adamsová)
- 2004 – TV film Kill Bill 2 – Daryl Hannah (Elle Driverová)
- 2005 – seriál Kriminálka Las Vegas – 2. série – Marg Helgenberger (Catherine Willowsová)
- 2005 – TV film Tanec na konci léta – Meryl Streepová (Kate Mundyová)
- 2005 – TV film Sirény – Pamela Rabe (Rose Lindsayová)
- 2005 – TV film Řada nešťastných příhod – Meryl Streepová (tetička Josefína)
- 2005 – TV film Dveře v podlaze – Kim Basinger (Marion Coleová)
- 2005 – TV film Deník princezny – Caroline Goodallová (Helen Thermopolisová)
- 2005 – TV film Cellular – Kim Basinger (Jessica Martinová)
- 2006 – seriál Řím – 1. série – Polly Walker (Atia)
- 2006 – seriál Kriminálka Las Vegas – 3.–4. série – Marg Helgenberger (Catherine Willowsová)
- 2006 – seriál 4400 – 3. série – Samantha Ferris (Nina Jarvisová)
- 2006 – TV film Zee a spol. – Elizabeth Taylorová (Zee Blakeleyová)
- 2006 – TV film Výkřik ve tmě – Meryl Streepová (Lindy Chamberlainová)
- 2006 – TV film Smrtelný hřích – Mary Philips (paní Berentová)
- 2006 – TV film Páni mají radši blondýnky – Jane Russellová (Dorothy Shawová)
- 2006 – TV film Jako nepoddajný plevel – Meryl Streepová (Helen Archer)
- 2006 – TV film Francouzova milenka – Meryl Streepová (Sarah / Anna)
- 2006 – TV film Časy se mění – Catherine Deneuve (Cécile)
- 2006 – TV film Cizinci ve vlaku – Ruth Roman (Anne Mortonová)
- 2007 – seriál Řím – 2. série – Polly Walker (Atia)
- 2007 – seriál Kriminálka Las Vegas – 5.–6. série – Marg Helgenberger (Catherine Willowsová)
- 2007 – TV film Ta známá Bettie Page – Sarah Paulsonová (Bunny Yeagerová)
- 2007 – TV film Šampion – Faye Dunawayová (Annie)
- 2007 – TV film Pochybná sláva – Sigourney Weaver (Babe Paleyová)
- 2007 – TV film Nauka o snech – Miou-Miou (Christine Mirouxová)
- 2007 – TV film Melodie slávy – Kay Walsh (Mary Titteringtonová)
- 2007 – TV film Koření života – Patricia Clarkson (Paula)
- 2007 – TV film Ďábel nosí Pradu – Meryl Streepová (Miranda Priestlyová)
- 2007 – TV film Blanche - královna zbojníků – Carole Bouquet (Anna Rakouská)
- 2008 – seriál Zpátky do studia – Patricia Heaton (Kelly Carrová)
- 2008 – seriál Kriminálka Las Vegas – 7. série – Marg Helgenberger (Catherine Willowsová)
- 2008 – seriál 24 hodin – 5. série – Jean Smart (Martha Loganová)
- 2008 – TV film Speed Racer – Susan Sarandonová (máti)
- 2008 – TV film Mamma Mia! – Meryl Streepová (Donna)
- 2008 – TV film Král Drozdí brada – Zita Furková (herečka, kuchařka)
- 2008 – TV film Když padne soumrak – Lia Boysen (Carina)
- 2008 – TV film Hrdinové a zbabělci – Meryl Streepová (Janine Rothová)
- 2008 – TV film Anna M. – Geneviève Mnich (matka Anny)
- 2009 – seriál Rodina Sopránů – 6. série – Lorraine Bracco (Dr. Jennifer Melfiová)
- 2009 – seriál Kriminálka Las Vegas – 8.–9. série – Marg Helgenberger (Catherine Willowsová)
- 2009 – seriál Dva a půl chlapa – 1. série – Cristine Rose (Lenore)
- 2009 – seriál 24 hodin – 6. série – Jean Smart (Martha Loganová)
- 2009 – seriál Slečna Marplová: Vraždit je snadné – Anna Chancellor (Lydia Hortonová)
- 2009 – TV film Přítel – Andrea Bürgin (Maria)
- 2009 – TV film Pochyby – Meryl Streepová (sestra Aloysius Beauvierová)
- 2009 – TV film Napoleon a Josefína – Jacqueline Bisset (Josephine de Beauharnaisová)
- 2009 – TV film La Californie – Nathalie Baye (Maguy)
- 2009 – TV film Julie a Julia – Meryl Streepová (Julia Childová)
- 2010 – minisérie Svatý Augustin – Monica Guerritore (Monika, matka Augustinova)
- 2010 – minisérie Divoké palmy – Angie Dickinson (Josie Itová)
- 2010 – seriál Kriminálka Las Vegas – 10. série – Marg Helgenberger (Catherine Willowsová)
- 2010 – TV film Zase ona – Jamie Lee Curtis (Gail)
- 2010 – TV film Vyznání Anny Elliotové – Alice Krigeová (lady Russellová)
- 2010 – TV film Trůn pro mořskou pannu – Kim Basinger (Jessie Sullivanová)
- 2010 – TV film Nějak se to komplikuje – Meryl Streepová (Jane)
- 2010 – TV film Nezapomeň na mě – Lena Olin (Diane Hirschová)
- 2010 – TV film Mr. Brooks – Marg Helgenberger (Emma Brooksová)
- 2010 – TV film Klientka – Nathalie Baye (Judith)
- 2011 – seriál Walker, Texas Ranger – 5.–8. série – Sheree J. Wilson (Alex Cahillová)
- 2011 – seriál Pán času – Olivia Colmanová, Sophie Okonedo (vězeň nula - matka, Běta X [5x02])
- 2011 – seriál Hra o trůny – 1. série – Michelle Fairleyová (Catelyn Starková)
- 2011 – TV film Bratři jak se patří – Meryl Streepová (Meryl Streepová)
- 2012 – seriál Kriminálka Las Vegas – 11. série – Marg Helgenberger (Catherine Willowsová)
- 2012 – seriál Hra o trůny – 2. série – Michelle Fairleyová (Catelyn Starková)
- 2012 – TV film Železná lady – Meryl Streepová (Margaret Thatcherová)
- 2012 – TV film Zázračná záchrana bílých hřebců – Lilli Palmer (Vedena Podhajska)
- 2012 – TV film Gigi – Isabel Jeans (teta Alicia)
- 2015 – seriál Daleká cesta za domovem – (Břidlice)
- 2021 - seriál Arcane (seriál) - Ambessa Medarda (Ellen Thomas)
- 2024 - videohra League of Legends - Ambessa Medarda